# DeLisle Stewart
DeLisle Stewart (16 març de 1870 – 2 febrer de 1941) va ser un astrònom estatunidenc.
El 1896 es va convertir en membre del Harvard College Observatory, i des de 1898 fins a 1901 va treballar a l'estació d'Arequipa, Perú, on va prendre les plaques fotogràfiques que William Henry Pickering va fer servir per descobrir Febe, un satèl·lit natural de Saturn. Va descobrir moltes noves nebuloses.
Més tard va treballar a l'Observatori de Cincinnati fins 1910, i més tard va fundar la Societat Astronòmica de Cincinnati.

## Asteriodes descoberts
Stewart va descobrir un únic asteroide: (475) Ocllo el 14 d'agost de 1901.